# Oskar Schwalm
Oskar Schwalm   (Erfurt, 11 de setembre de 1856 - Berlín, 11 de febrer de 1936) fou un compositor i editor de música alemany.

## Biografia
Schwalm va estudiar 1879-1882 al Conservatori de Leipzig, amb els professors Reinecke i Jadassohn. Després va treballar com a crític musical als diaris de Leipzig. Del 1886 al 1889 dirigí el "Leipziger Musik verlag C.F. Successor de Kahnt. Es va traslladar a la revista "New Journal of Music", i des d'allà va promoure les obres de Carl Maria von Weber, Peter Cornelius, Franz Liszt i va ser director general de l'Musikverein. Va ser membre de la lògia maçònica Apol·lo de Leipzig.
Schwalm va compondre música de piano i vocal especialment amb finalitats docents, per exemple 122 cançons de dues i tres parts i la col·lecció de cançons per a escoles: 141 cançons d'una, dues i tres parts (Hermann Gesenius, Halle 1902). El 1888 va publicar el catecisme de la música amb breus explicacions dels conceptes bàsics de la música que Hugo Riemann va gravar a la seva llibreta musical.
El 1889, Schwalm es va traslladar a Berlín i va dirigir l'oficina de Berlín de la fàbrica de pianoforte Julius Blüthner. Posteriorment va fundar i dirigir la seva pròpia companyia Julius Blüthner, que també va representar la producció de piano de Feurich. El 1923 es va fer càrrec de l'edifici de la sala de concerts a la "Berlín Lützowstraße", que havia estat construïda el 1907 a instàncies de Robert Robitschek per a concerts dels professors del conservatori "Klindworth Scharwenka" i d'altres músics.
La filla de Schwalm, Hedwig Schwalm (* 1899) es va casar amb el pianista Michael Raucheisen.